# Sergio Donati
Sergio Donati (Roma, 13 aprile 1933 – Mentana, 13 agosto 2024) è stato uno sceneggiatore e scrittore italiano.

## Biografia
Donati si iscrisse a giurisprudenza nel 1955, ma già iniziando a scrivere i suoi primi romanzi: L'altra faccia della Luna, Il sepolcro di carta e Mr.Sharkey torna a casa. Benché i romanzi avessero ottenuto un discreto successo, Donati decise di abbandonare la scrittura di libri e si trasferì a Milano. Iniziò ben presto a fare carriera e partendo da semplice copywriter, divenne un produttore televisivo ottenendo successivamente un posto importante nell'odierna BJKE. Da quel momento la sua carriera ebbe un notevole sviluppo: ottenne infatti numerose richieste come sceneggiatore in diversi film, che contribuirono a renderlo un nome importante nel panorama cinematografico italiano. Ricevette tra le altre una proposta da Sergio Leone, per collaborare alla sceneggiatura di quello che divenne poi il primo spaghetti western del regista, Per un pugno di dollari (1964). La proposta però non fu particolarmente interessante per Donati, che pertanto rifiutò. Il film ebbe però uno straordinario successo e Leone contattò di nuovo Sergio Donati per la sceneggiatura del seguito, Per qualche dollaro in più (1965).
Il sodalizio con Leone durò diversi anni e benché nei primi due film in cui collaborò (Per qualche dollaro in più e il successivo capolavoro Il buono, il brutto, il cattivo) il suo nome non comparisse tra gli sceneggiatori ufficiali, Donati acquisì sempre maggiore notorietà nell'ambiente. Nei successivi capolavori di Sergio Leone, C'era una volta il West (1968) e Giù la testa (1971) poté infine firmare anch'egli la sceneggiatura. La fama di Sergio Donati divenne tale da ricevere proposte anche dall'estero (fu uno dei pochi sceneggiatori italiani ad aver lavorato a film stranieri) e collaborò con registi del calibro di Michael Anderson, John Irvin e John Guillermin. Fu docente di cinema presso la Scuola di scrittura Omero, per la quale nel 2007 pubblicò il libro C'era una volta il West (ma c'ero anch'io), una retrospettiva degli anni passati a stretto contatto con Sergio Leone.

## Filmografia
- Per qualche dollaro in più, regia di Sergio Leone (1965) (non accreditato)
- Il buono, il brutto, il cattivo, regia di Sergio Leone (1966) (non accreditato)
- 100.000 dollari per Lassiter, regia di Joaquín Luis Romero Marchent (1966)
- Tre notti violente, regia di Nick Nostro (1966)
- Requiem per un agente segreto, regia di Sergio Sollima (1966)
- La resa dei conti, regia di Sergio Sollima (1966)
- Per un pugno di eroi, regia di Fritz Umgelter (1967)
- ...4..3..2..1...morte, regia di Primo Zeglio (1967)
- Col cuore in gola, regia di Tinto Brass (1967)
- Faccia a faccia, regia di Sergio Sollima (1967)
- Sette volte sette, regia di Michele Lupo (1968)
- C'era una volta il West, regia di Sergio Leone (1968)
- L'oro di Londra, regia di Guglielmo Morandi (1968)
- Il sapore della vendetta, regia di Julio Coll (1968)
- Rebus, regia di Nino Zanchin (1968)
- Concerto per pistola solista, regia di Michele Lupo (1970)
- Crepa padrone, crepa tranquillo, regia di Jacques Deray e Piero Schivazappa (1970)
- Stanza 17-17 palazzo delle tasse, ufficio imposte, regia di Michele Lupo (1971)
- Giù la testa, regia di Sergio Leone (1971)
- Sbatti il mostro in prima pagina, regia di Marco Bellocchio (1972)
- Amico, stammi lontano almeno un palmo..., regia di Michele Lupo (1972)
- Lo credevano uno stinco di santo, regia di Juan Bosch (1972)
- Gli eroi, regia di Duccio Tessari (1973)
- Il maschio ruspante, regia di Antonio Racioppi (1973)
- Ming, ragazzi!, regia di Antonio Margheriti (1973)
- Il suo nome faceva tremare... Interpol in allarme (Dio, sei proprio un padreterno!), regia di Michele Lupo (1973)
- Il poliziotto è marcio, regia di Fernando Di Leo (1974)
- La poliziotta, regia di Steno (1974)
- Il bestione, regia di Sergio Corbucci (1974)
- Cipolla Colt, regia di Enzo G. Castellari (1975)
- Il padrone e l'operaio, regia di Steno (1975)
- L'Italia s'è rotta, regia di Steno (1976)
- Il mostro, regia di Luigi Zampa (1977)
- L'orca assassina, regia di Michael Anderson (1977)
- Holocaust 2000, regia di Alberto De Martino (1977)
- Duri a morire, regia di Joe D'Amato (1979)
- L'isola degli uomini pesce, regia di Sergio Martino (1979)
- Il giocattolo, regia di Giuliano Montaldo (1979)
- Occhio alla penna, regia di Michele Lupo (1981)
- Il conte Tacchia, regia di Sergio Corbucci (1982)
- Bonnie e Clyde all'italiana, regia di Steno (1983)
- I Paladini: Storia d'armi e d'amori, regia di Giacomo Battiato (1983)
- A tu per tu, regia di Sergio Corbucci (1984)
- Casablanca Casablanca, regia di Francesco Nuti (1985)
- Un marinaio e mezzo, regia di Tommaso Dazzi (1985, TV)
- Codice Magnum, regia di John Irvin (1986)
- Kidnapping - Pericolo in agguato, regia di Elie Chouraqui (1987)
- Renegade - Un osso troppo duro, regia di Enzo Barboni (1987)
- Il segreto del Sahara, regia di Alberto Negrin (1988, TV)
- Sotto il vestito niente II, regia di Dario Piana (1988)
- Rimini Rimini - Un anno dopo, regia di Bruno Corbucci e Giorgio Capitani (1988)
- Un milione di miliardi, regia di Gianfranco Albano (1988, TV)
- Un commesso viaggiatore in cerca di guai, regia di Marc Garcie (1989)
- Il principe del deserto, regia di Duccio Tessari (1989, TV)
- Un cane sciolto, regia di Giorgio Capitani (1990, TV)
- Il viaggio nel terrore: la vera storia dell'Achille Lauro, regia di Alberto Negrin (1990, TV)
- Un cane sciolto 2, regia di Giorgio Capitani (1991, TV)
- La montagna dei diamanti, regia di Jeannot Szwarc (1991, TV)
- Beyond Justice, regia di Duccio Tessari (1992)
- Un cane sciolto 3, regia di Giorgio Capitani (1992, TV)
- Scoop, regia di José Maria Sanchez (1992, TV)
- La figlia del maharajah, regia di Burt Brinckerhoff (1994, TV)
- Duello tra i ghiacci - North Star (North Star), regia di Nils Gaup (1996)
- Il piccolo Lord, regia di Gianfranco Albano (1996, TV)
- Gli eredi, regia di Josée Dayan (1997, TV)
- L'ispettore Giusti, regia di Sergio Martino (1999, TV)
- Il settimo papiro, regia di Kevin Connor (1999, TV)
- Senza movente, regia di Luciano Odorisio (1999)
- Ombre, regia di Cinzia TH Torrini (1999, TV)
- Gioco di specchi, regia di José Maria Sanchez (2000, TV)
- Almost Blue, regia di Alex Infascelli (2000)
- Il ritorno del piccolo Lord, regia di Giorgio Capitani (2000, TV)
- Nanà, regia di Alberto Negrin (2001, TV)
- L'uomo che piaceva alle donne - Bel Ami, regia di Massimo Spano (2001, TV)
- Storia di guerra e di amicizia, regia di Fabrizio Costa (2002, TV)
- Eravamo solo mille, regia di Stefano Reali (2007, TV)
- La siciliana ribelle, regia di Marco Amenta (2008)